# Pieniężno
Pieniężno [pʲeˈɲɛ̃ʒnɔ] (deutsch Mehlsack, 1945 bis 1947 Melzak) ist eine Stadt mit etwa 2700 Einwohnern im Powiat Braniewski der polnischen Woiwodschaft Ermland-Masuren.

## Geographische Lage
Die Stadt liegt in der historischen Region Ostpreußen links der Walsch (poln. Wałsza), etwa 30 Kilometer südöstlich von Braniewo (Braunsberg) und 55 Kilometer südwestlich von Kaliningrad (Königsberg).

## Geschichte

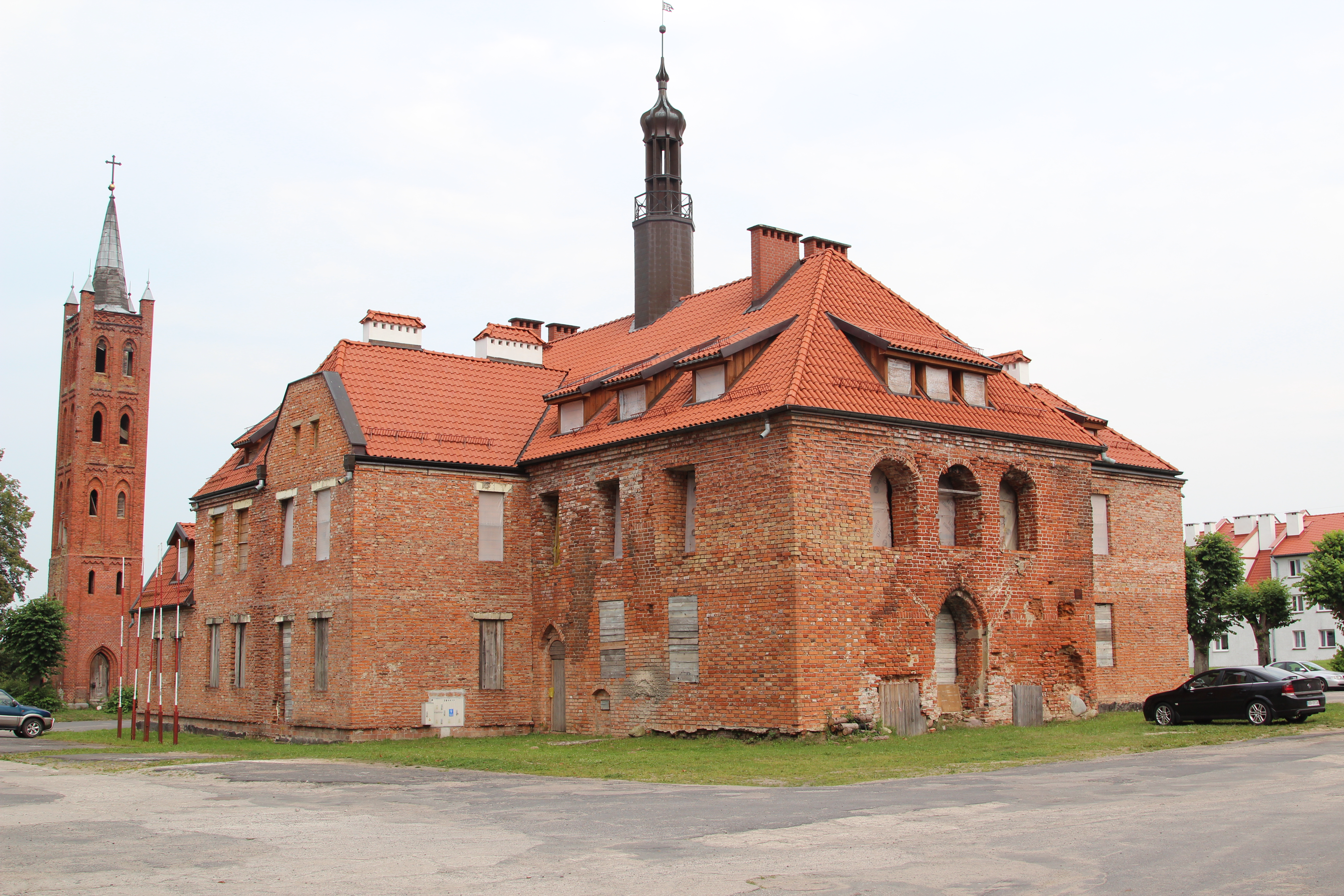
Rathaus

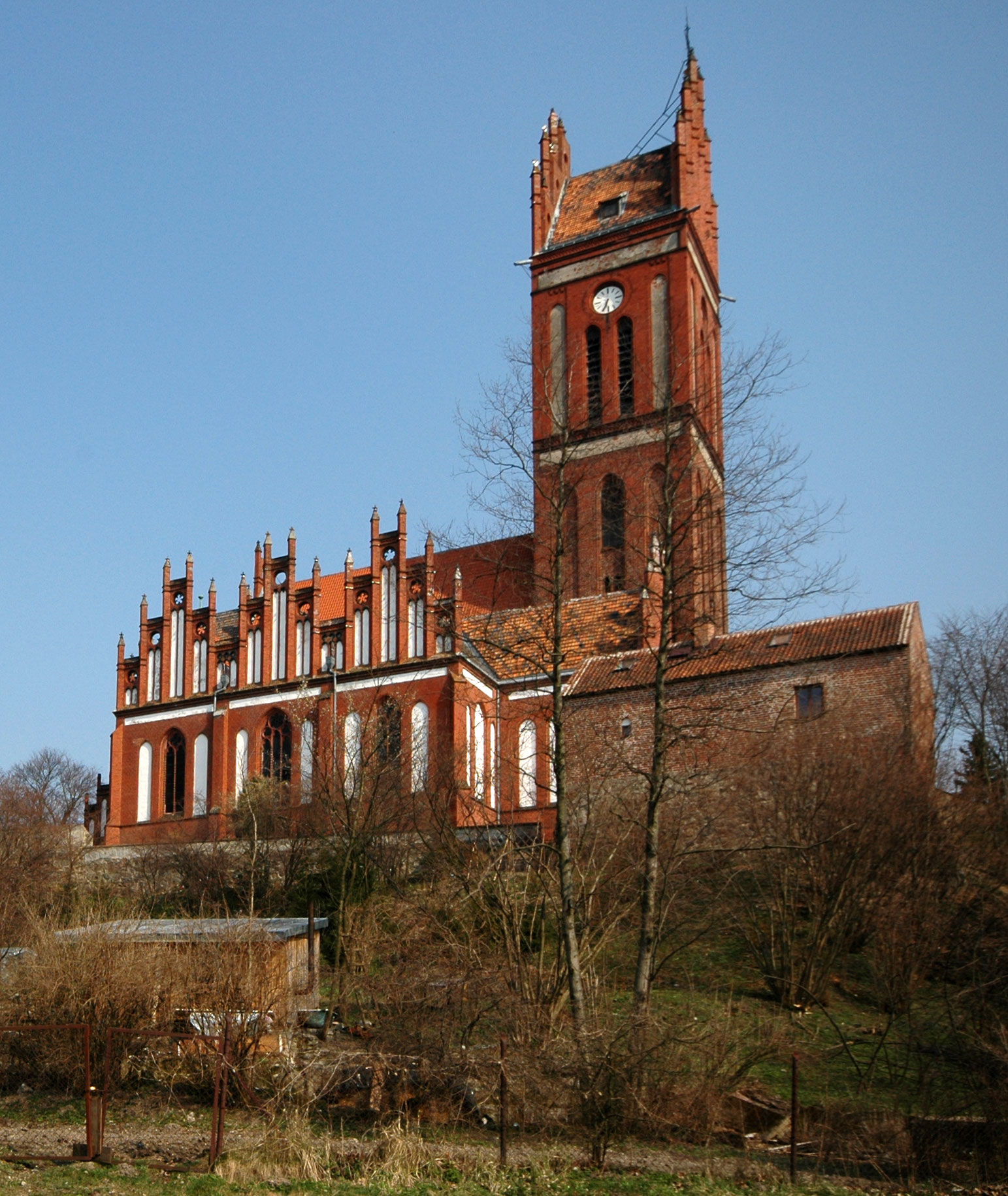
Kirche St. Peter und Paul

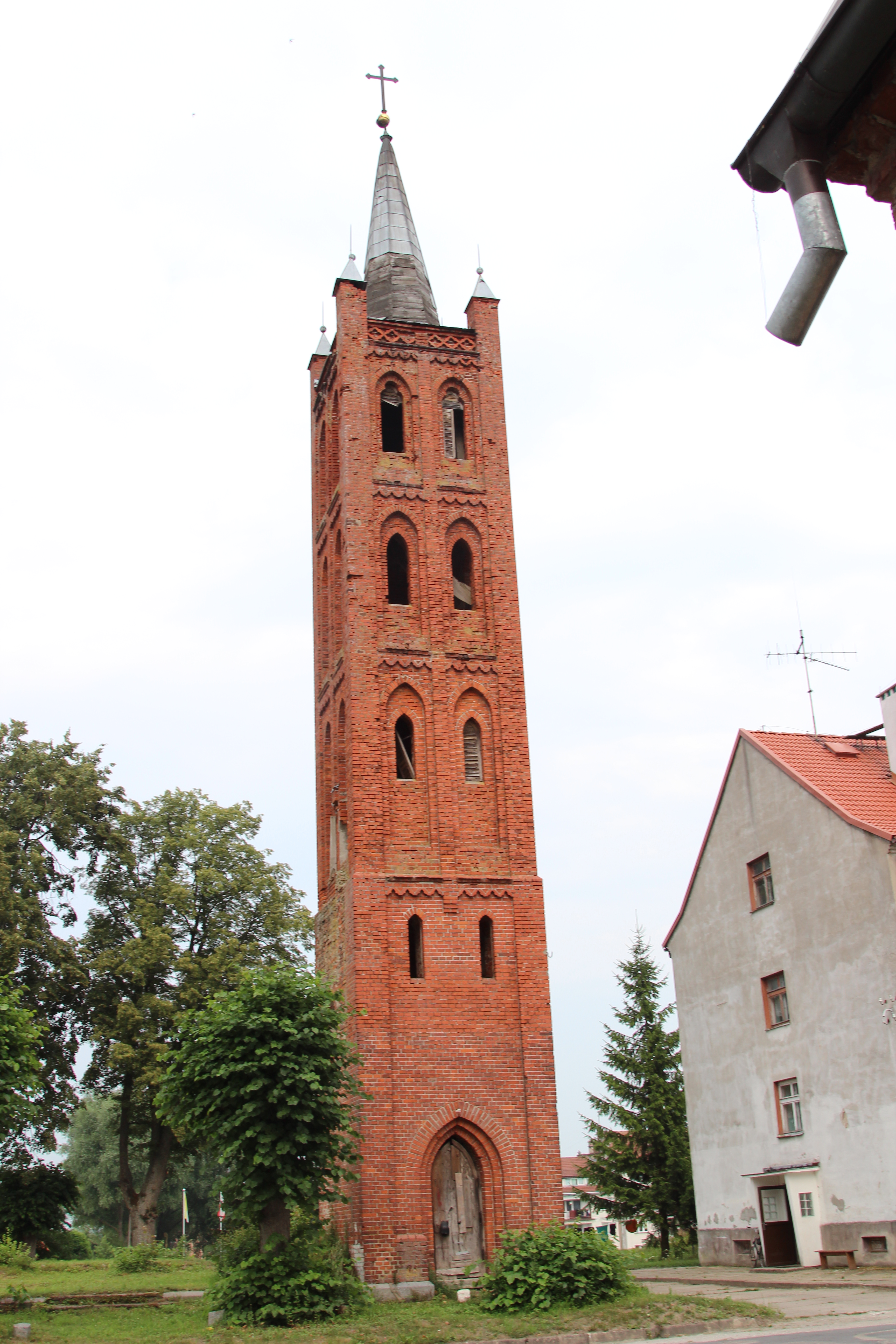
Turm der evangelischen Kirche

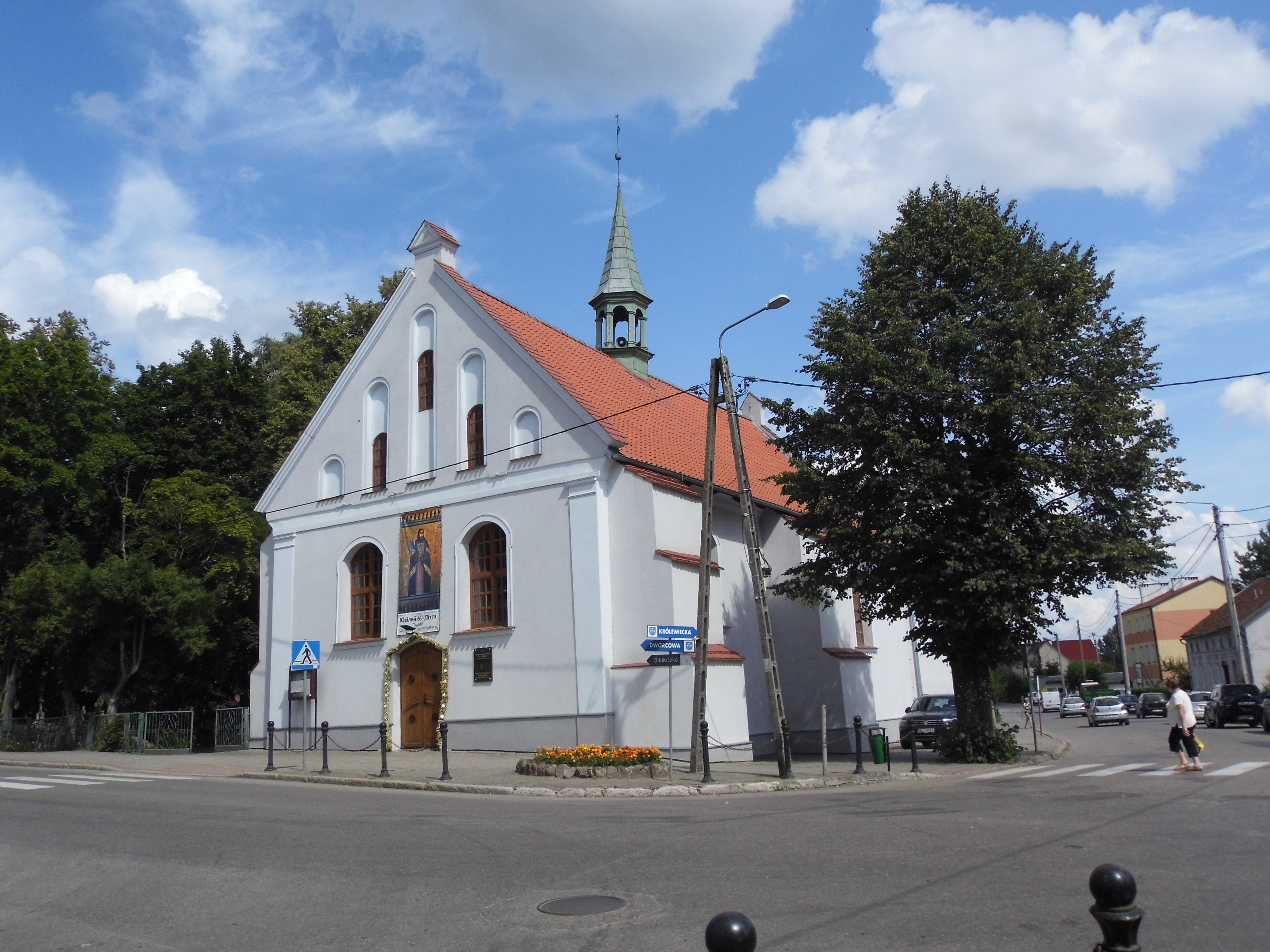
Kirche St. Michał

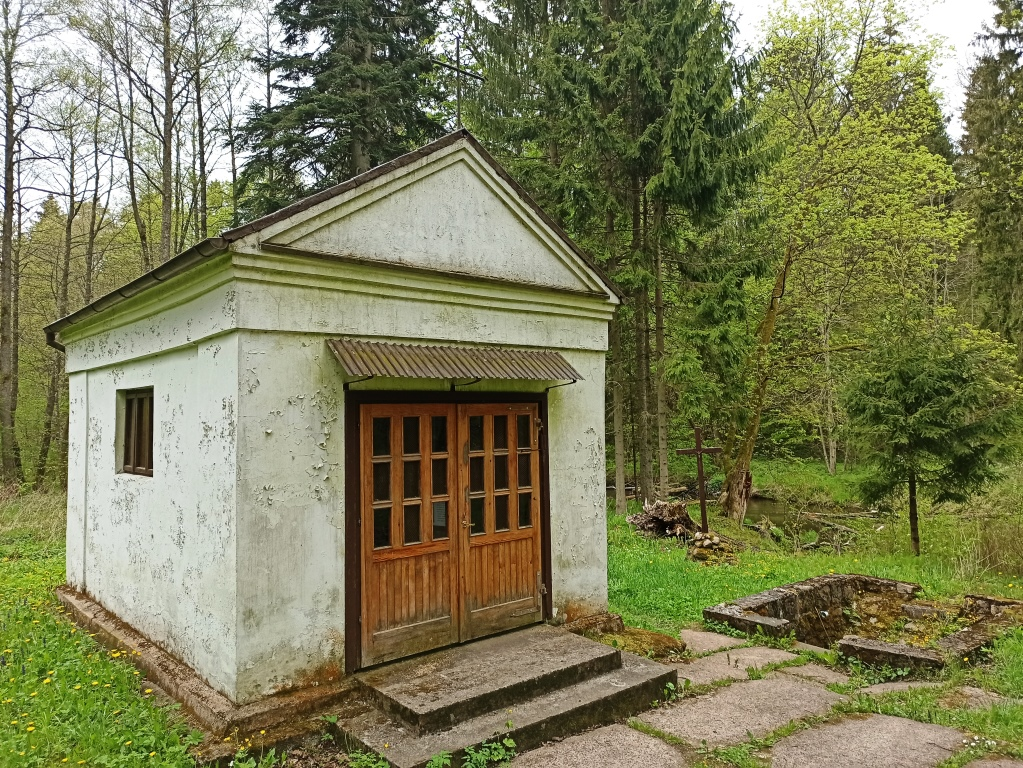
Kapelle am Heilbrunnen

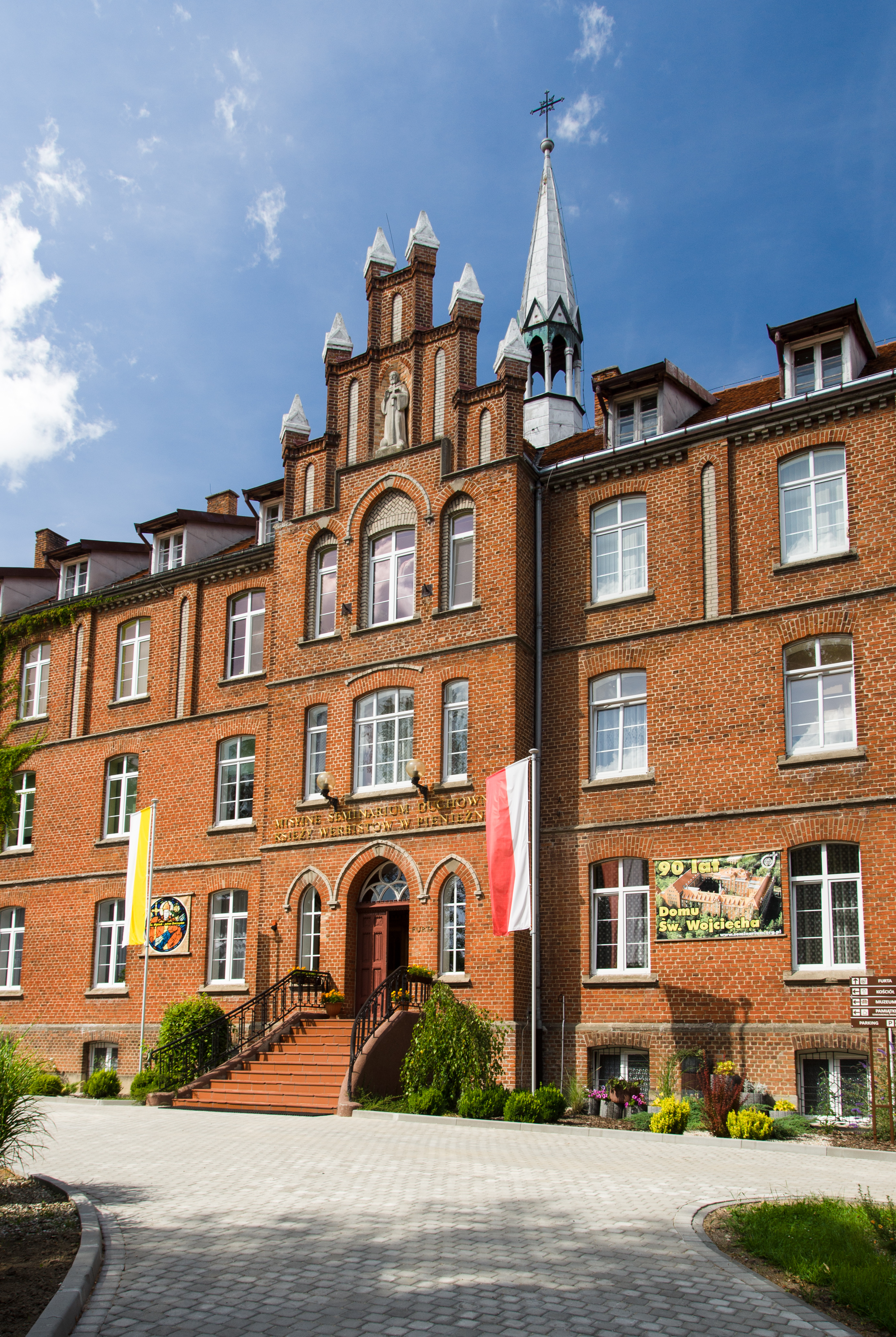
Missionsseminar

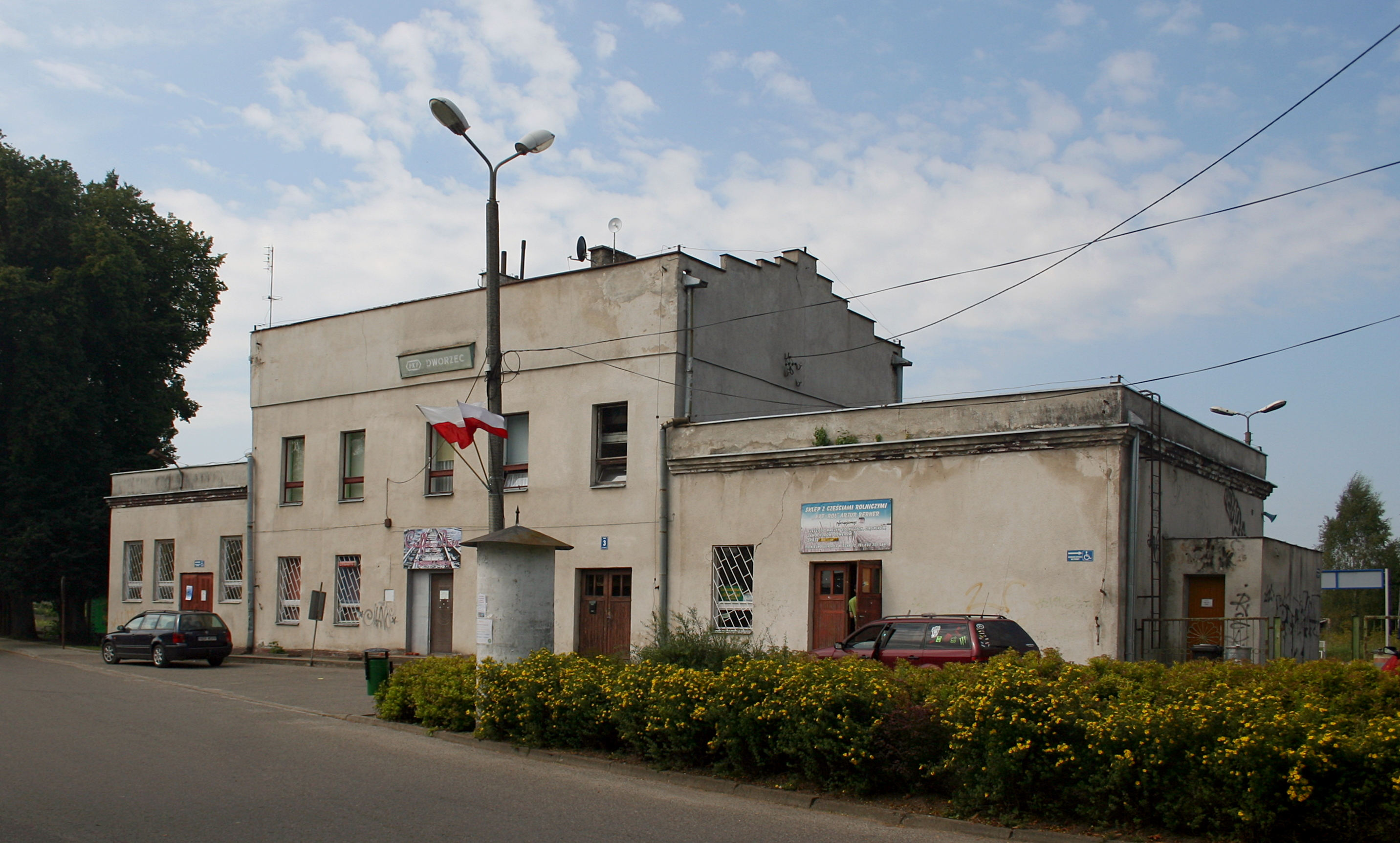
Bahnhof Pieniężno

Die Stadt wurde 1326 im preußischen Ermland westlich von Heilsberg erbaut. Ihr Gründer und erster Schultheiß  war Dieterich von Lichtenfelde. Das  Stadtwappen  zeigt  u. a. drei Mehlsäcke. Bei dem Namen Mehlsack handelt es sich um eine Verstümmelung des ursprünglichen prußischen Ortsnamens. Ursprünglich war die Stadt eine Siedlung der Prußen, die im 13. Jahrhundert wahrscheinlich unter dem Namen Malcekuke (prußisch für „Gehölz der Unterirdischen“) angelegt wurde. In einer Urkunde vom 7. April 1282 wurde der Name Malzak erwähnt, am 5. Mai 1304 Melzak.
Das genaue Datum der Vergabe des Stadtrechts ist unbekannt, 1312 besaß der Ort aber bereits diese Rechte.
Nikolaus Kopernikus wirkte einige Jahre als Administrator der Landkreise Allenstein und Mehlsack. Von Oktober 1518 bis März 1519 war Kopernikus außerhalb der Burg Mehlsack stationiert, während er nahe gelegene Dörfer besiedelte. 1550 belagerte das preußische Heer die Stadt und brannte sie teilweise nieder. Andreas Kardinal Báthory von Siebenbürgen, der von 1589 bis 1599 war Fürstbischof von Ermland war, ein Neffe des polnischen Königs Stephan Báthory, residierte zeitweilig in der Burg.
Die Stadt wurde während des polnisch-schwedischen Krieges 1626 von schwedischen Truppen erobert, von Hetman Stanisław Rewera Potocki zurückerobert und ihre Burg 1627 teilweise von schwedischen Truppen zerstört. Das Rathaus aus dem 14. Jahrhundert wurde im 15. Jahrhundert wieder aufgebaut, aber während der schwedischen Besetzung 1626 wiederum zerstört. Es wurde 1666 wieder aufgebaut, brannte im selben Jahr erneut ab, um 1770 wieder aufgebaut zu werden. Das Schloss wurde 1640 mit barocken Giebeln ausgestattet, und seine Funktion änderte sich von einer Festung zu einem Schloss. 
Nach der Ersten Teilung Polens 1772, mit der die Wiedervereinigung Preußens einherging, wurde Mehlsack vom Königreich Preußen im folgenden Jahr in der Provinz Ostpreußen verwaltet. Es wurde 1871 während der preußisch geführten Vereinigung Deutschlands Teil des Deutschen Reiches.  
Während des 19. und 20. Jahrhunderts verlor das Schloss einige seiner gotischen und barocken Merkmale, und 1870 wurden seine Ost- und Südflügel nach starkem Verfall abgerissen. Der Rest des Schlosses wurde als Verwaltungsgebäude für preußische Beamte genutzt. 1920–31 wurde der Westflügel renoviert, um das Schloss als Schule und Museum nutzen zu können.
Am Anfang des 20. Jahrhunderts hatte Mehlsack eine evangelische Kirche, zwei katholische Kirchen, die Kapelle am Heilbrunnen, eine Synagoge, das Amtsgericht Mehlsack, ein altes Schloss, Mahl- und Schneidemühlen, eine Eisengießerei, Maschinenbau, Ziegeleien und Flachsanbau.
Im Jahr 1945 gehörte Mehlsack zum Landkreis Braunsberg im Regierungsbezirk Königsberg der Provinz Ostpreußen des Deutschen Reichs.
Gegen Ende des Zweiten Weltkriegs wurde die Stadt im März 1945 bei der Eroberung durch die Rote Armee in der Kesselschlacht von Heiligenbeil zu 90 % zerstört. Bei den Kampfhandlungen fiel auch Armeegeneral Iwan Tschernjachowski, Befehlshaber der 3. Weißrussischen Front.
Wenige Wochen später überließ die sowjetische  Besatzungsmacht Mehlsack der Volksrepublik Polen zur Verwaltung.  Mehlsack wurde zunächst unter der Ortsbezeichnung „Melzak“ verwaltet und verlor das Stadtrecht. Die einheimischen Bewohner wurden in der Folgezeit aus Mehlsack vertrieben und durch zuwandernde Polen ersetzt. Namensgeber der nachfolgenden Umbenennung in „Pieniężno“ war 1947 Seweryn Pieniężny (1890–1940), der im Konzentrationslager Hohenbruch umgekommen war. Er war ein Redakteur der Gazeta Olsztyńska, der bei Beginn des Zweiten Weltkriegs verbotenen Zeitung der polnischsprachigen Minderheit im Ermland. Im Jahr 1973 erhielt die Ortschaft das Stadtrecht zurück.
Der Ort konnte sich während der Nachkriegsjahre kaum mehr entwickeln. Die Altstadt blieb bis in die 1990er Jahre hinein eine Brachfläche, nur von der erhalten gebliebenen katholischen Kirche überragt. Auch die Ruine des Rathauses, die Reste der früheren Burg, der nach einem Entwurf von Karl Friedrich Schinkel errichtete Turm der evangelischen Kirche, die Fundamente zahlreicher Häuser und das gitterförmige Straßennetz blieben erhalten. Seit den 2000er Jahren erfolgt auf dem Grundriss der alten Stadt ein umfangreicher Wiederaufbau. Die wichtigsten Bauten werden rekonstruiert, die übrigen Straßenzüge im Maßstab der alten Bebauung neu errichtet.

### Demographie
| Jahr | Einwohner | Anmerkungen                                           |
| ---- | --------- | ----------------------------------------------------- |
| 1782 | über 2000 | ohne die Garnison (zwei Kompanien Infanterie)         |
| 1802 | 2144      | [ 7 ]                                                 |
| 1810 | 1920      | [ 7 ]                                                 |
| 1816 | 2207      | davon 184 Evangelische, 1.980 Katholiken und 41 Juden |
| 1821 | 2448      | [ 7 ]                                                 |
| 1831 | 2617      | [ 8 ]                                                 |
| 1858 | 3243      | davon 197 Evangelische, 2.954 Katholiken und 92 Juden |
| 1864 | 3665      | am 3. Dezember                                        |
| 1875 | 3694      | [ 11 ]                                                |
| 1880 | 3760      | [ 11 ]                                                |
| 1890 | 3937      | davon 346 Evangelische und 70 Juden                   |
| 1905 | 4025      | meist Katholiken                                      |
| 1910 | 3913      | [ 12 ] [ 13 ]                                         |
| 1933 | 4555      | [ 11 ]                                                |
| 1939 | 4384      | [ 11 ]                                                |

seit 1945
| Jahr | Einwohner | Anmerkungen |
| ---- | --------- | ----------- |
| 1995 | 3299      | [ 14 ]      |
| 2005 | 3071      | [ 14 ]      |

Balkendiagramm der Einwohnerzahlen bis heute

### Rathaus
Das in der Mitte des Marktplatzes befindliche alte Rathaus von Pieniężno  wurde im 14./15. Jahrhundert erbaut. Wie andere mittelalterliche Rathäuser war das Gebäude von Ständen und Buden umgeben. In den Jahren 1627, 166 und 1684 wurde es durch Brände zerstört. Nach der letzten Zerstörung durch einen Brand im Jahr 1720 wurde das Gebäude im spätbarocken Stil wieder aufgebaut. Das Rathaus hatte ein Stockwerk und wurde auf einem rechteckigen Grundriss errichtet. Das Gebäude war mit einem Walmdach aus holländischen Ziegeln gedeckt, aus dessen Mitte ein achteckiger Turm mit zwei Etagen und einer Metallbalustrade ragt, die eine kleine Aussichtsplattform bildete. Der obere Teil des Turms war viel schmaler, er war mit einem Helm mit einer Lichtung bedeckt, die mit einer Turmspitze und einer Fahne mit der Jahreszahl 1772 endete. Die Süd- und Nordwände waren mit angrenzenden Gebäuden bedeckt, die, wie das gesamte Gebäude nach der fast völligen Zerstörung im Zweiten Weltkrieg derzeit schrittweise im Zustand von vor 1772 rekonstruiert werden. Der aktuelle Turm wurde 1997 errichtet. Es handelt sich um ein mit Kupferblech verkleidetes Stahlgebäude mit einer Kuppel. In der Kuppel befinden sich historische Dokumente über Pieniężno.

### Religiöse Gebäude
- Die römisch-katholische Kirche der Heiligen Apostel Petrus und Paulus wurde in den Jahren 1895–1897 im neugotischen Stil an der Stelle einer gotischen Kirche aus dem 14. Jahrhundert errichtet. Der Entwurf stammt vermutlich von Hilger Hertel aus Münster. Vom Vorgängerbau ist der Turm erhalten geblieben, der um ein Stockwerk aufgestockt wurde. Die neue Kirche wurde 1897 von Bischof Andreas Thiel geweiht.
- Von der 1844 bis 1851 im neugotischen Stil erbauten evangelischen Pfarrkirche ist nach der Zerstörung im Zweiten Weltkrieg und dem Abriss der Ruine in den 1960er Jahren nur noch der 28 Meter hohe Turm erhalten.
- Die orthodoxe Kirche St. Michael wurde in den Jahren 1620–1622 als Krankenhauskapelle erbaut und 1720 erweitert. Seit 1959 wird sie von der Griechisch-katholischen Kirche in Polen genutzt.
- Die nahe Pieniężno im Tal der Wałsza (Walsch) gelegene Kapelle am Heilbrunnen wurde 1826 im klassizistischen Stil erbaut.
- Im Missionsseminar der Gesellschaft des Göttlichen Wortes in Pieniężno werden Missionare ausgebildet.

### Ordensburg Mehlsack
Im Mittelalter befand sich in der Nähe des heutigen Ortes Pieniężno eine altpreußische Festung namens Malcekuke, die frei übersetzt als „Unterirdischer Wald“ oder „Teufelsboden“ bezeichnet wird. Dies wurde von deutschen Siedlern sprachlich zu Mehlsack verfälscht und dann von Polen zu Melzak. Im 14. Jahrhundert wurde sie als Stadt westlich von Heilsberg (Lidzbark) in Ermland gegründet. Das Wappen der Stadt zeigt auf blauem Grund drei Mehlsäcke zwischen einem goldenen Schwert und einem silbernen Schlüssel. Die Website erinnert an eine Geschichte, dass die Einwohner einer schwedischen Belagerung im 17. Jahrhundert trotzten, indem sie ihren letzten Sack Mehl verschütteten, um sie davon zu überzeugen, dass sie noch genug zu essen hätten. Der Deutsche Orden errichtete 1302 bei Malcekuke eine Ordensburg. Sowohl die Burg als auch die in der Nähe entstandene Stadt wurden 1414 im Krieg zwischen dem Deutschen Orden und dem Königreich Polen zerstört. Während des Dreizehnjährigen Krieges ergab sich Mehlsack dem Orden, und die Burg brannte während der Rückeroberung der Stadt durch Polen nieder.

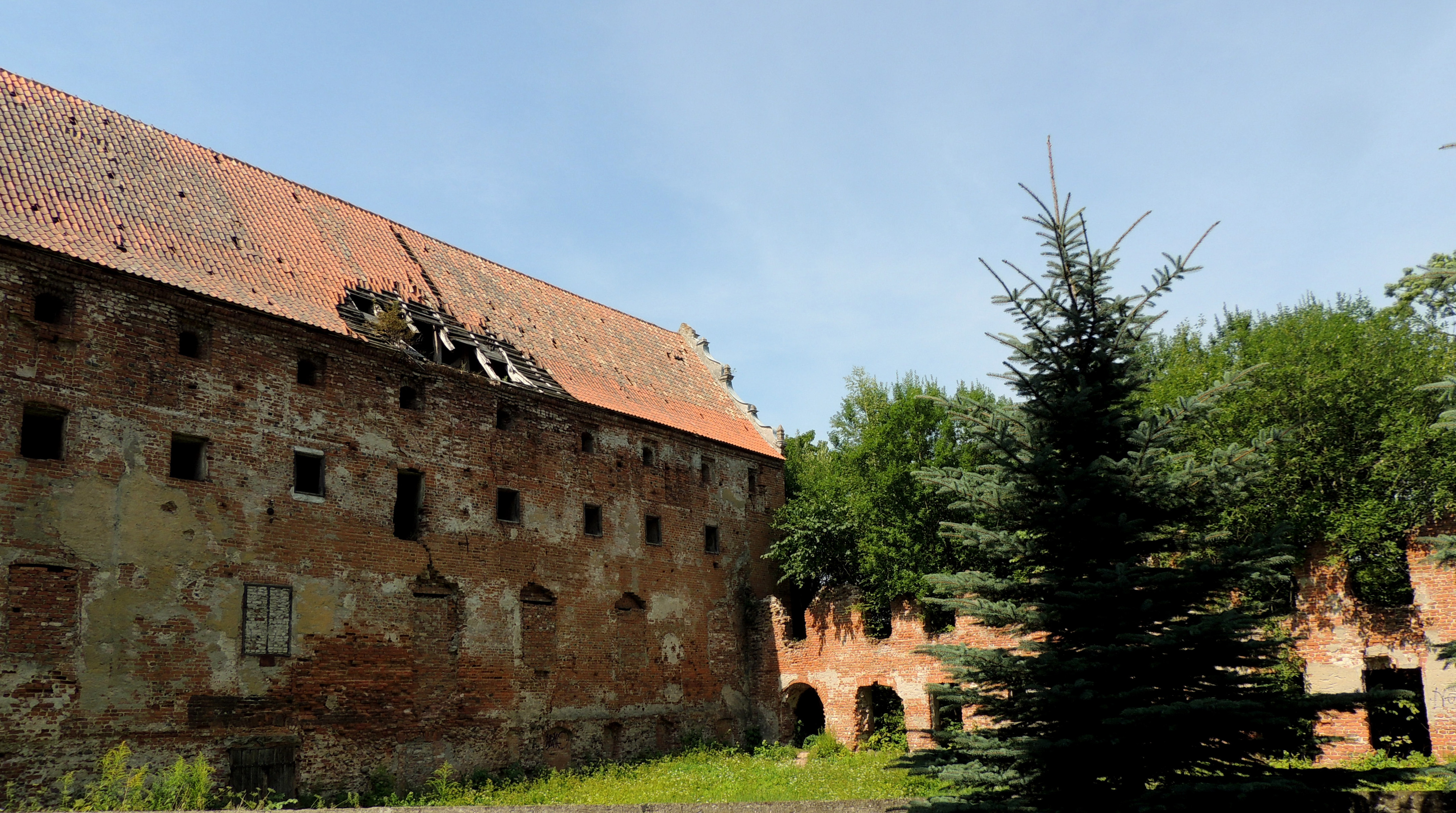
Ehemalige Ordensburg Mehlsack, Schloss der Fürstbischöfe von Ermland
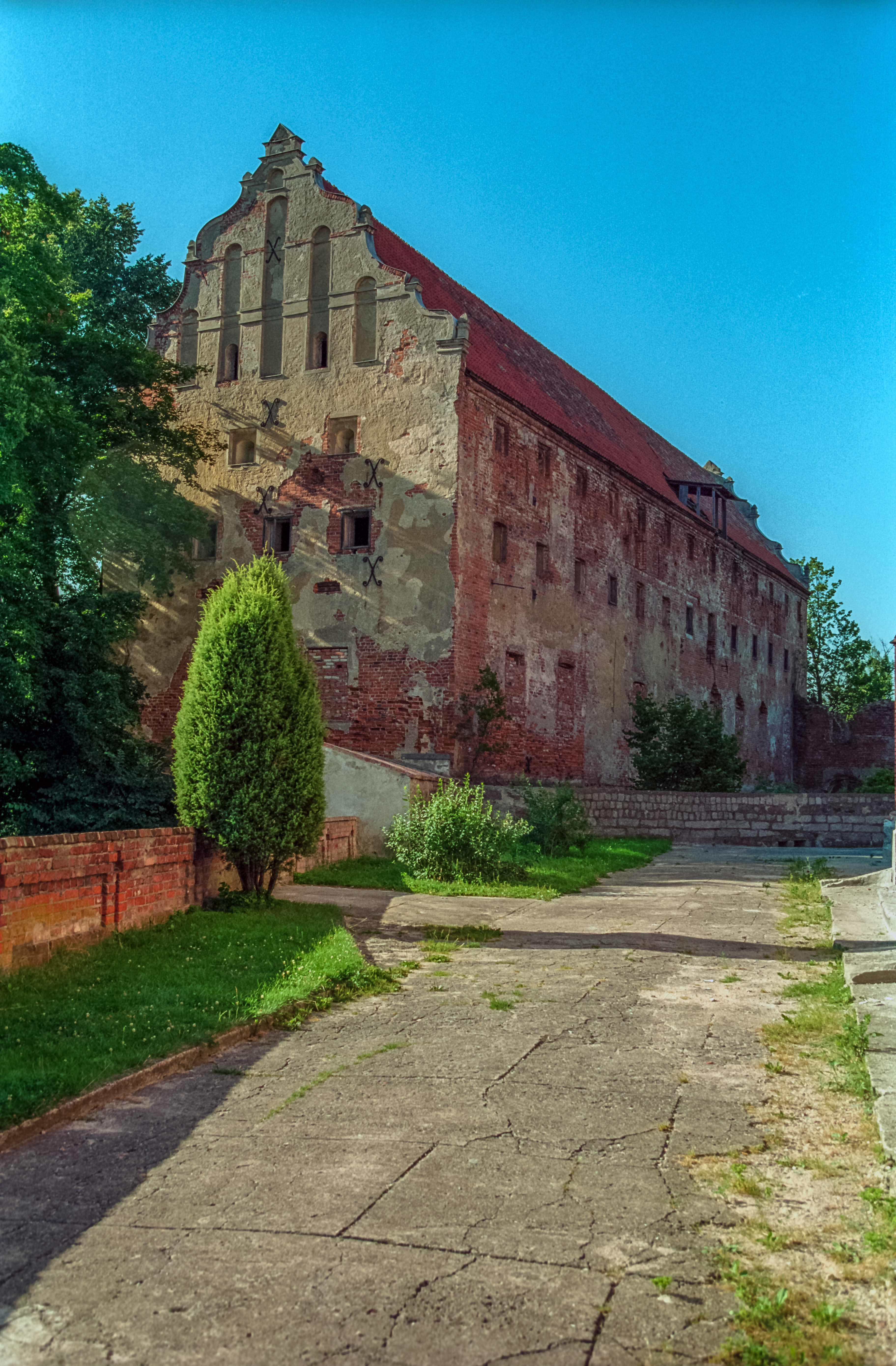
Detail der Burgruine
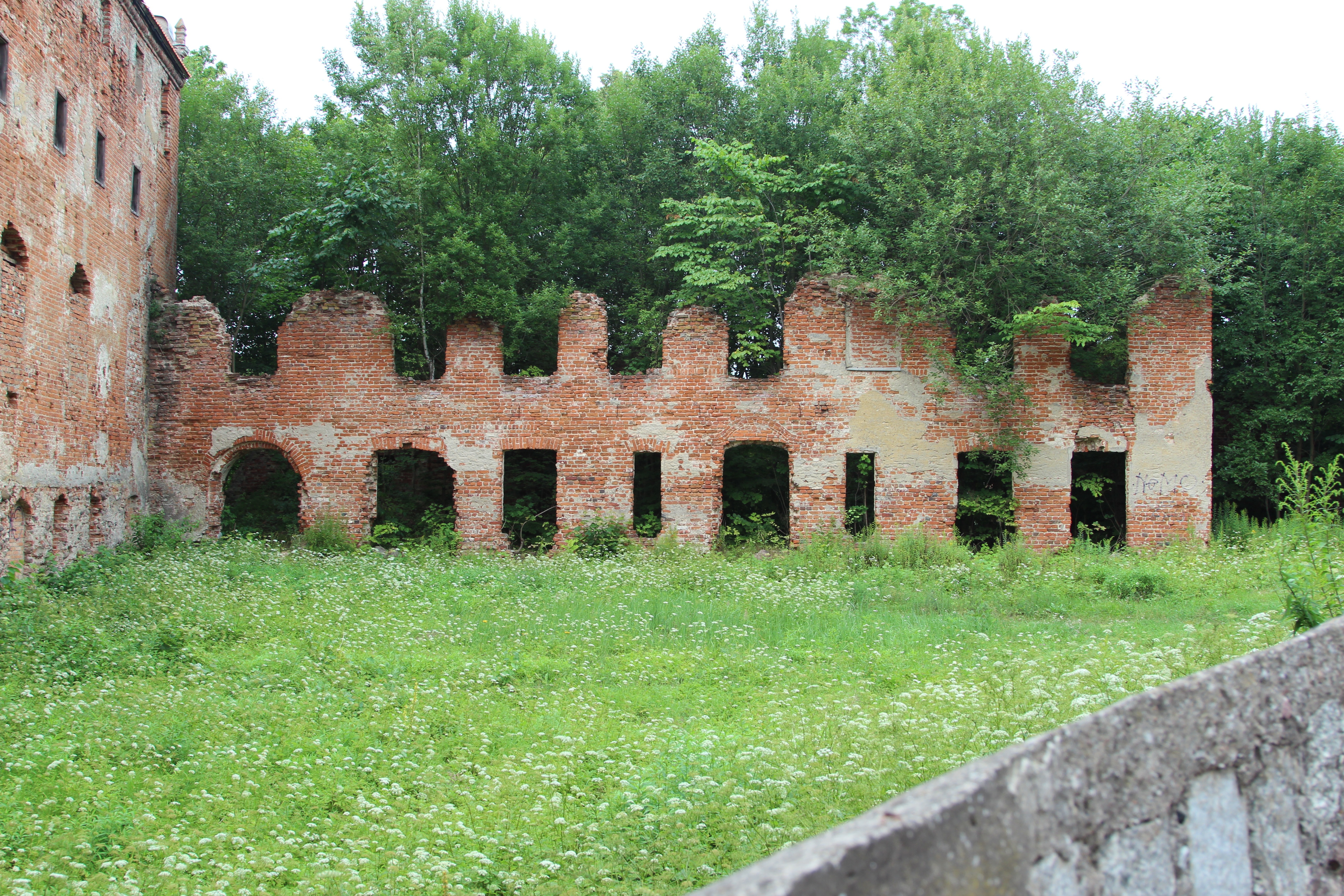
Detail der Burgruine

## Partnerstädte
Seit dem 14. Oktober 1996 besteht eine Städtepartnerschaft mit der westfälischen Stadt Lichtenau.

## Gmina
Die Stadt- und Landgemeinde Pieniężno besteht aus folgenden Ortschaften:
| polnischer Name | deutscher Name (bis 1945) | polnischer Name   | deutscher Name (bis 1945) | polnischer Name    | deutscher Name (bis 1945) |
| --------------- | ------------------------- | ----------------- | ------------------------- | ------------------ | ------------------------- |
| Białczyn        | Lilienthal                | Kierpajny Wielkie | Groß Körpen               | Pieniężno          | Mehlsack                  |
| Bornity         | Bornitt                   | Kiersiny          | Kirschienen               | Pieniężno (Osada)  |                           |
| Borowiec        | Borwalde                  | Kolonia Wojnicka  |                           | Pieniężno Pierwsze |                           |
| Brzostki        | Freihagen                 | Kowale            | Schönsee                  | Piotrowiec         | Peterswalde               |
| Cieszęta        | Sonnenfeld                | Łajsy             | Layß                      | Pluty              | Plauten                   |
| Gajle           | Gayl                      | Lechowo           | Lichtenau                 | Posady             | Palten                    |
| Gaudyny         | Gauden                    | Łoźnik            | Lotterfeld                | Radziejewo         | Sonnwalde                 |
| Glądy           | Glanden                   | Lubianka          | Liebenthal                | Różaniec           | Rosengarth                |
| Glebiska        | Kleefeld                  | Niedbałki         | Lotterbach                | Sawity             | Engelswalde               |
| Jesionowo       | Eschenau                  | Pajtuny           | Peythunen                 | Wojnity            | Woynitt                   |
| Jeziorko        | Seefeld                   | Pakosze           | Packhausen                | Wopy               | Woppen                    |
| Kajnity         | Heistern                  | Pawły             | Paulen                    | Wyrębiska          | Lichtwalde                |
| Kierpajny Małe  | Klein Körpen              | Pełty             | Steinbotten               | Żugienie           | Sugnienen                 |

## Persönlichkeiten

### Söhne und Töchter der Stadt
- Karl Selke (1836–1893), Oberbürgermeister von Elbing und Königsberg
- Walter von Pannwitz (1856–1920), Rechtsanwalt, Bürgermeister und Kunstsammler
- Victor Röhrich (1862–1925), Historiker, Hochschullehrer und Politiker
- Georg Matern (1870–1938), katholischer Geistlicher und Heimatforscher
- Johannes Muntau (1876–1963), Justizbeamter (Gefängnisdirektor) und Politiker (CSVD)
- Otto Miller (1879–1958), kath. Pfarrer, Schriftsteller, Dichter, Philosoph und Kultur- und Literaturhistoriker
- Wilhelm Rothhaupt (1888–1956), Schriftsteller und Kolonialpolitiker
- Georg Fuhg (1898–1976), Bildhauer
- Ulrich Fox (* 1944), Bildhauer und Grafiker

### Personen, die mit der Stadt in Verbindung stehen
- Karl Emil Gebauer (1806–1888), Landeshistoriker des Samlands, war bis 1835 Pfarrer in Mehlsack
- Iwan Danilowitsch Tschernjachowski (1906–1945), sowjetischer General, fiel 1945 in Mehlsack